# Syngonanthus caespitosus
Syngonanthus caespitosus là một loài thực vật có hoa trong họ Eriocaulaceae. Loài này được (Wikstr.) Ruhland miêu tả khoa học đầu tiên năm 1903.